# Irena Sedlecká
Irena Sedlecká (Pilsen, Checoslovaquia, 7 de septiembre de 1928 - Londres, Reino Unido, 4 de agosto de 2020) fue una escultora checa, miembro de la Royal British Society of Sculptors.

## Carrera
Después de entrenar en la Academia de Bellas Artes de Praga, recibió el Premio Lenin de escultura antes de huir del régimen comunista en 1967. Visitó Chile cuando estaba en el poder un gobierno socialista simpatizante dirigido por Salvador Allende.
Escapó de Praga en 1967 con su esposo y sus tres hijos. Viajaban en un viejo automóvil abollado a Yugoslavia, con el pretexto de unas vacaciones. Solo tenían pasaportes para ellos mismos; los niños no fueron incluidos en ellos. Por una afortunada coincidencia, una pareja italiana que viajaba sola pero tenía tres de sus hijos incluidos en sus pasaportes, se apiadó de la situación de la pareja y se ofreció a seguirlos hasta Italia, viajando con los tres niños como si fueran suyos. Reunidos con los niños, viajaron por Italia y llegaron a Francia. Sedlecká pasó meses en París sola con los niños, quedándose con amigos muy generosos, mientras su esposo viajaba solo a Gran Bretaña para tratar de hacer arreglos de entrada para todos ellos. Finalmente se les concedieron las visas necesarias para permitirles establecerse en Gran Bretaña.
Su primera comisión privada en Gran Bretaña, en 1975, fue de Kathleen Hunt de Walthamstow, para una estatua de resina de 70 cm de la Virgen María y el niño Jesús. Esculpió muchos retratos monumentales y bustos desde entonces, incluyendo a Freddie Mercury, fallecido cantante de Queen, ahora en Montreux, Suiza; Beau Brummell en Piccadilly, Londres, y muchos otros en colecciones privadas. Su estatua de Mercury sirvió como modelo para la gran estatua iluminada que actualmente se encuentra al frente del Dominion Theatre en Londres desde el estreno en mayo de 2002 del musical We Will Rock You.

### Fallecimiento

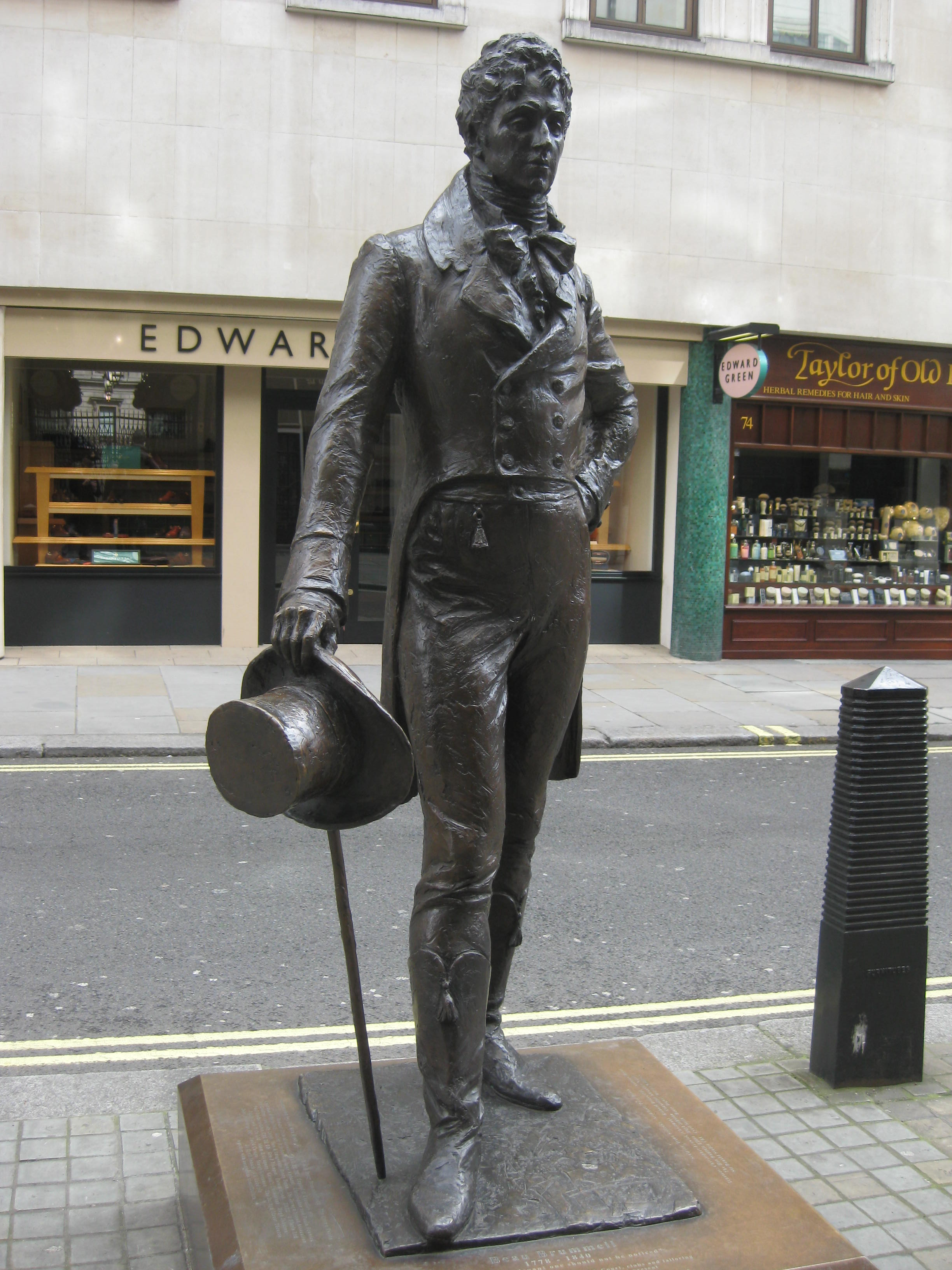
Estatua de Beau Brummell, en Londres.

Sedlecká falleció en la ciudad de Londres el 4 de agosto de 2020, a los noventa y un años. La noticia fue confirmada por su sobrino, Michal Nesvadba.